# Мухолов рудоголовий
Мухолов рудоголовий (Poecilotriccus ruficeps) — вид горобцеподібних птахів родини тиранових (Tyrannidae). Мешкає в Андах.

## Опис
Довжина птаха становить 9,5-11 см. Тім'я і щоки руді, потилиця чорна, горло і верхня частина спини білі або чорні з білими плямами, груди жовті, спина оливкова. Крила оливкові з чорними і жовтими смужками. Дзьоб чорний, лапи білуваті.

## Підвиди
Виділяють чотири підвиди:
- P. r. melanomystax Hellmayr, 1927 — західні і центральні колумбійські Анди і Кордильєра-де-Мерида (Венесуела);
- P. r. ruficeps (Kaup, 1852) — східні колумбійські Анди і центральний Еквадор;
- P. r. rufigenis (Sclater, PL & Salvin, 1877) — південно-західна Колумбія і західний Еквадор;
- P. r. peruvianus Chapman, 1924 — південно-східний Еквадор і північне Перу (П'юра і Кахамарка).

## Поширення і екологія
Рудоголові мухолови мешкають у Венесуелі, Колумбії, Еквадорі і Перу. Вони живуть у вологих гірських тропічних лісах і чагарникових заростях. Зустрічаються на висоті від 1600 до 2700 м над рівнем моря.